# Raphaël Chiquet
Raphaël Chiquet est un cycliste français qui fut champion du monde pro Flat en 2009 et champion FISE World Pro flat en 2008.

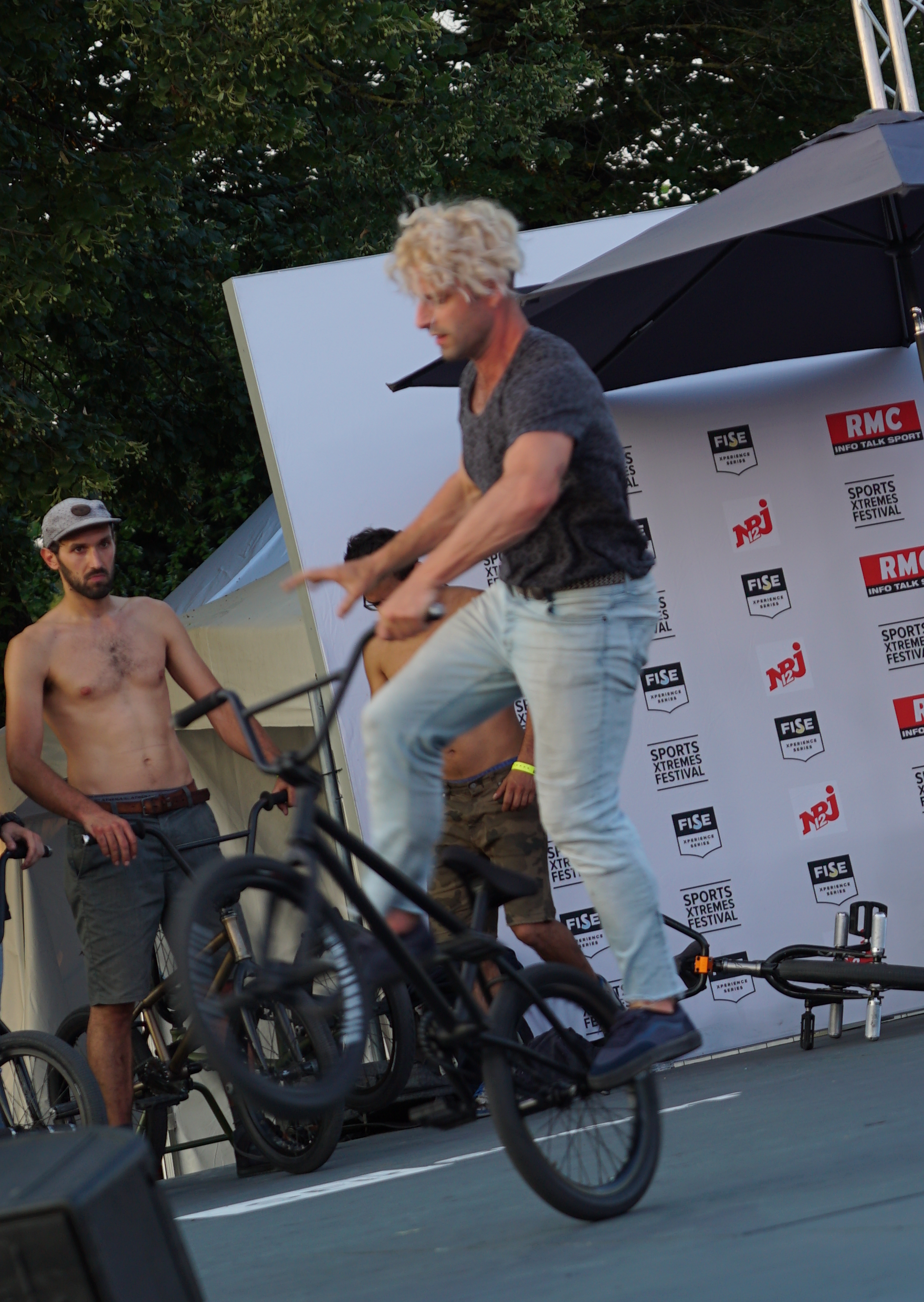
Second au FISE de Reims en 2018.

Il est musicien dans le groupe The Chiquet's.